# Trichesthes enkerliniana
Trichesthes enkerliniana är en skalbaggsart som beskrevs av Deloya och Moron 1998. Trichesthes enkerliniana ingår i släktet Trichesthes och familjen Melolonthidae. Inga underarter finns listade i Catalogue of Life.